# Hercostomus utahensis
Hercostomus utahensis är en tvåvingeart som beskrevs av Harmston och Frank Hall Knowlton 1940. Hercostomus utahensis ingår i släktet Hercostomus och familjen styltflugor.
Artens utbredningsområde är Utah. Inga underarter finns listade i Catalogue of Life.